# Coppa dei Caraibi 1997
La Coppa dei Caraibi 1997 (Shell Caribbean Cup 1997) fu la quindicesima edizione della Coppa dei Caraibi (la nona con la nuova denominazione), competizione calcistica per nazione organizzata dalla CFU. La competizione si svolse congiuntamente ad Antigua e Barbuda e Saint Kitts e Nevis dal 4 luglio al 13 luglio 1997 e vide la partecipazione di sei squadre: Antigua e Barbuda, Giamaica, Grenada, Martinica, Saint Kitts e Nevis e Trinidad e Tobago. Il torneo valse anche come qualificazione per la CONCACAF Gold Cup 1998.
La CFU organizzò questa competizione come CFU Championship dal 1978 al 1988; dal 1989 al 1990 sotto il nome di Caribbean Championship; dall'edizione del 1991 a quella del 1998 cambiò nome e divenne Shell Caribbean Cup; le edizioni del 1999 e del 2001 si chiamarono Caribbean Nations Cup; mentre dal 2005 al 2014 la competizione si chiamò Digicel Caribbean Cup; nell'edizione del 2017 il suo nome è stato Scotibank Caribbean Cup.

## Formula
- Qualificazioni

Antigua e Barbuda e Saint Kitts e Nevis (come paesi ospitanti) e Trinidad e Tobago (come campione in carica) sono qualificati automaticamente alla fase finale. Rimangono 15 squadre, divise in due turni di qualificazioni:
Primo turno - 15 squadre, per 5 posti disponibili per il secondo turno. Le qualificazioni si dividono in cinque gruppi (un gruppo composto da quattro squadre, due gruppi composti da tre squadre, due gruppi composti da due squadre): tre gruppi giocano partite di sola andata, la prima classificata si qualifica alla fase finale; gli altri due gruppi giocano playoff di andata e ritorno, le vincenti si qualificano al secondo turno.
Secondo turno - 5 squadre, per 3 posti disponibili alla fase finale. Grenada si qualifica direttamente alla fase finale. Rimangono 4 squadre per 2 posti disponibili. Giocano playoff di andata e ritorno, le vincenti si qualificano al secondo turno.
- Fase finale

Fase a gruppi - 6 squadre, divise in due gruppi da tre squadre. Giocano partite di sola andata, le prime due classificate si qualificano alle seminfinali.
Fase a eliminazione diretta - 4 squadre, giocano partite di sola andata. La vincente si laurea campione CFU. La vincente si qualifica alla fase finale della CONCACAF Gold Cup 1998.

## Squadre partecipanti
| Pr. | Squadra             | Data di qualificazione certa | Partecipante in quanto                                            | Partecipazioni precedenti al torneo                                               | Ultima presenza            |
| --- | ------------------- | ---------------------------- | ----------------------------------------------------------------- | --------------------------------------------------------------------------------- | -------------------------- |
| 1   | Antigua e Barbuda   | -                            | Rappresentativa della nazione co-organizzatrice della fase finale | 5 (1978, 1983, 1988, 1992, 1995)                                                  | Isole Cayman-Giamaica 1995 |
| 2   | Saint Kitts e Nevis | -                            | Rappresentativa della nazione co-organizzatrice della fase finale | 2 (1993, 1996)                                                                    | Trinidad e Tobago 1996     |
| 3   | Trinidad e Tobago   | 7 giugno 1996                | Rappresentativa della nazione detentrice del titolo               | 13 (1978, 1979, 1981, 1983, 1988, 1989, 1990, 1991, 1992, 1993, 1994, 1995, 1996) | Trinidad e Tobago 1996     |
| 4   | Grenada             | 6 aprile 1997                | Vincente del Gruppo 3 della fase finale di qualificazione         | 2 (1989, 1990)                                                                    | Trinidad e Tobago 1990     |
| 5   | Giamaica            | 4 maggio 1997                | Vincente del Seconda fase della fase finale di qualificazione     | 6 (1990, 1991, 1992, 1993, 1995, 1996)                                            | Trinidad e Tobago 1996     |
| 6   | Martinica           | 4 maggio 1997                | Vincente della Seconda fase della fase finale di qualificazione   | 9 (1983, 1985, 1988, 1990, 1991, 1992, 1993, 1994, 1996)                          | Trinidad e Tobago 1996     |

Nella sezione "partecipazioni precedenti al torneo", le date in grassetto indicano che la nazione ha vinto quella edizione del torneo, mentre le date in corsivo indicano la nazione ospitante.

## Fase finale

### Fase a gruppi

#### Gruppo A
| Saint John's 4 luglio 1997             | Grenada   | 1 – 1 | Giamaica | Antigua Recreation Ground |
| \| \| \| \| \| \| Marcatori \| Hall \| |           |       |          |                           |
|                                        |           |       |          |                           |
| Gol                                    | Marcatori | Hall  |          |                           |

| Saint John's 6 luglio 1997                | Antigua e Barbuda | 1 – 3           | Grenada | Antigua Recreation Ground |
| \| \| \| \| \| Edwards \| Marcatori \| \| |                   |                 |         |                           |
|                                           |                   |                 |         |                           |
| Edwards                                   | Marcatori         | Gol · Gol · Gol |         |                           |

| Saint John's 8 luglio 1997                         | Antigua e Barbuda | 0 – 2            | Giamaica | Antigua Recreation Ground |
| \| \| \| \| \| \| Marcatori \| Simpson Whitmore \| |                   |                  |          |                           |
|                                                    |                   |                  |          |                           |
|                                                    | Marcatori         | Simpson Whitmore |          |                           |

| Pos | Squadra           | P.ti | G | V | N | P | GF | GS | DR |
| --- | ----------------- | ---- | - | - | - | - | -- | -- | -- |
| 1   | Grenada           | 4    | 2 | 1 | 1 | 0 | 4  | 2  | +2 |
| 2   | Giamaica          | 4    | 2 | 1 | 1 | 0 | 3  | 1  | +2 |
| 3   | Antigua e Barbuda | 0    | 2 | 0 | 0 | 2 | 1  | 5  | -4 |

Grenada e Giamaica qualificati alle semifinali.

#### Gruppo B
| Basseterre 4 luglio 1997                                   | Martinica | 2 – 1     | Trinidad e Tobago | Warner Park |
| \| \| \| \| \| 17’ (rig.) 87’ \| Marcatori \| 7’ Nakhid \| |           |           |                   |             |
|                                                            |           |           |                   |             |
| 17’ (rig.) 87’                                             | Marcatori | 7’ Nakhid |                   |             |

| Basseterre 6 luglio 1997 | Martinica | 0 – 2 | Saint Kitts e Nevis | Warner Park |

| Basseterre 8 luglio 1997                                  | Saint Kitts e Nevis | 0 – 3                   | Trinidad e Tobago | Warner Park |
| \| \| \| \| \| \| Marcatori \| 6’ 44’ Nixon 26’ Nakhid \| |                     |                         |                   |             |
|                                                           |                     |                         |                   |             |
|                                                           | Marcatori           | 6’ 44’ Nixon 26’ Nakhid |                   |             |

| Pos | Squadra             | P.ti | G | V | N | P | GF | GS | DR |
| --- | ------------------- | ---- | - | - | - | - | -- | -- | -- |
| 1   | Trinidad e Tobago   | 3    | 2 | 1 | 0 | 1 | 4  | 2  | +2 |
| 2   | Saint Kitts e Nevis | 3    | 2 | 1 | 0 | 1 | 2  | 3  | -1 |
| 3   | Martinica           | 3    | 2 | 1 | 0 | 1 | 2  | 3  | -1 |

Trinidad e Tobago e Saint Kitts e Nevis qualificati alle semifinali.

### Fase a eliminazione diretta

#### Tabellone
|  | Semifinali          | Semifinali          | Semifinali          |                     |                   | Finale            | Finale          | Finale          |  |
|  |                     |                     |                     |                     |                   |                   |                 |                 |  |
|  | Trinidad e Tobago   | Trinidad e Tobago   | 1 (4)               |                     |                   |                   |                 |                 |  |
|  | Trinidad e Tobago   | Trinidad e Tobago   | 1 (4)               |                     |                   |                   |                 |                 |  |
|  | Giamaica            | Giamaica            | 1 (2)               |                     |                   |                   |                 |                 |  |
|  | Giamaica            | Giamaica            | 1 (2)               |                     | Trinidad e Tobago | Trinidad e Tobago | 4               |                 |  |
|  |                     |                     |                     |                     | Trinidad e Tobago | Trinidad e Tobago | 4               |                 |  |
|  |                     |                     | Saint Kitts e Nevis | Saint Kitts e Nevis | 0                 |                   |                 |                 |  |
|  | Saint Kitts e Nevis | Saint Kitts e Nevis | Saint Kitts e Nevis | Saint Kitts e Nevis | 0                 | 2                 |                 |                 |  |
|  | Saint Kitts e Nevis | Saint Kitts e Nevis |                     |                     |                   | 2                 |                 |                 |  |
|  | Grenada             | Grenada             | 1                   |                     |                   | Finale 3º posto   | Finale 3º posto | Finale 3º posto |  |
|  | Grenada             | Grenada             | 1                   |                     |                   |                   |                 |                 |  |
|  |                     |                     |                     |                     |                   |                   |                 |                 |  |
|  |                     |                     |                     |                     |                   | Giamaica          | Giamaica        | 4               |  |
|  |                     |                     |                     |                     |                   | Giamaica          | Giamaica        | 4               |  |
|  |                     |                     |                     |                     |                   | Grenada           | Grenada         | 1               |  |

#### Semifinali
| Saint John's 10 luglio 1997                                                                 | Trinidad e Tobago    | 1 – 1 (d.t.s.) | Giamaica | Antigua Recreation Ground |
| \| \| \| \| \| Andrews 65’ \| Marcatori \| 23’ Whitmore \| \| \| Tiri di rigore 4 – 2 \| \| |                      |                |          |                           |
|                                                                                             |                      |                |          |                           |
| Andrews 65’                                                                                 | Marcatori            | 23’ Whitmore   |          |                           |
|                                                                                             | Tiri di rigore 4 – 2 |                |          |                           |

| Saint John's 10 luglio 1997 | Saint Kitts e Nevis | 2 – 1 | Grenada | Antigua Recreation Ground |

#### Finale 3º posto
| Saint John's 13 luglio 1997                          | Giamaica  | 4 – 1 (d.t.s.) | Grenada | Antigua Recreation Ground |
| \| \| \| \| \| Hall Gardner Young \| Marcatori \| \| |           |                |         |                           |
|                                                      |           |                |         |                           |
| Hall Gardner Young                                   | Marcatori | Gol            |         |                           |

#### Finale
| Saint John's 13 luglio 1997                                            | Trinidad e Tobago | 4 – 0 | Saint Kitts e Nevis | Antigua Recreation Ground |
| \| \| \| \| \| Nixon 2’ Andrews 28’ Prospar 46’ 65’ \| Marcatori \| \| |                   |       |                     |                           |
|                                                                        |                   |       |                     |                           |
| Nixon 2’ Andrews 28’ Prospar 46’ 65’                                   | Marcatori         |       |                     |                           |

Essendo Trinidad e Tobago già qualificato per la CONCACAF Gold Cup 1998 Saint Kitts e Nevis accede al playoff della zona Caraibi per la CONCACAF Gold Cup 1998 contro Cuba (finalista della Coppa dei Caraibi 1996).